# Prisión de Butyrka

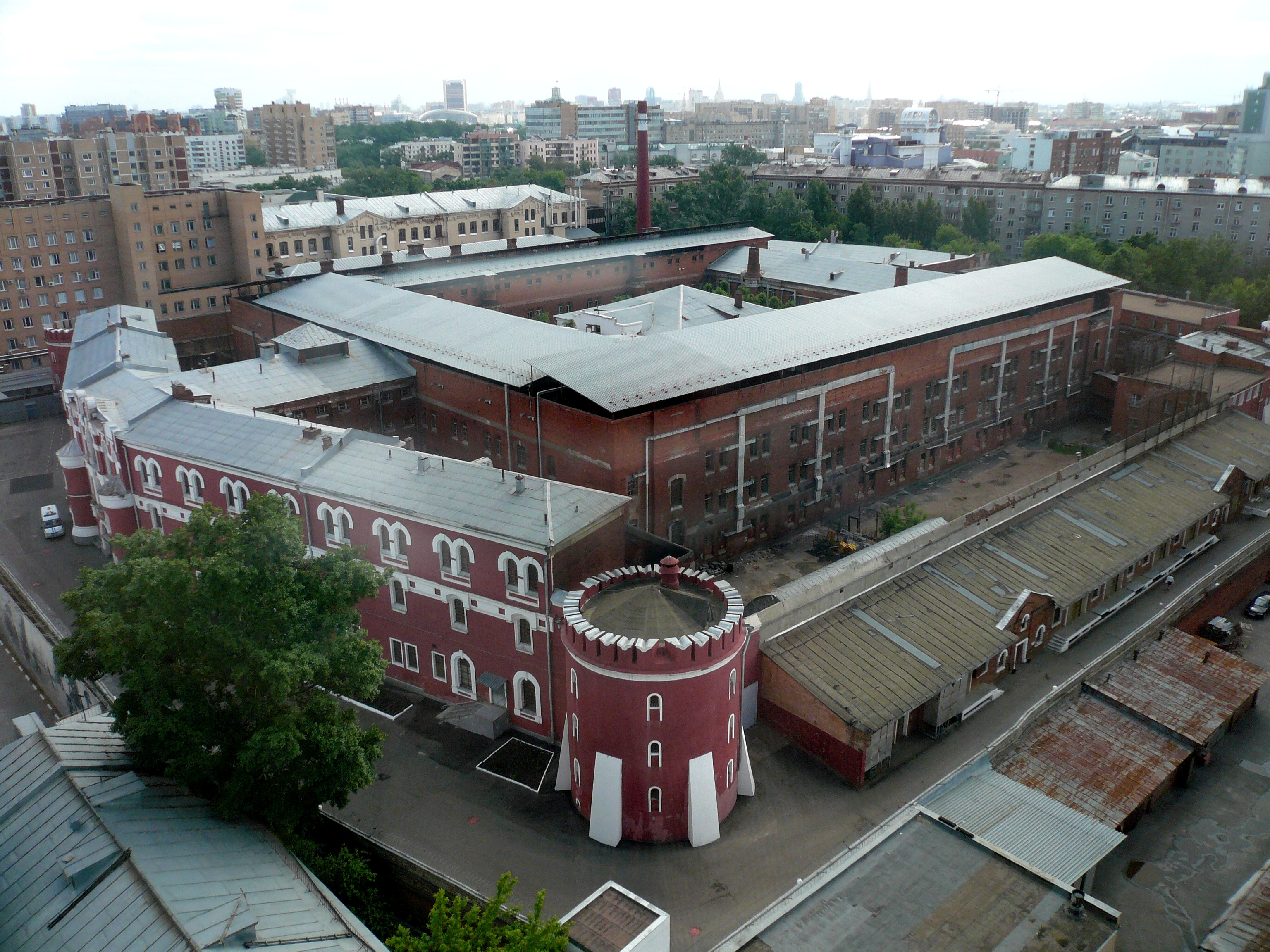
Prisión de Butyrka, 2010.

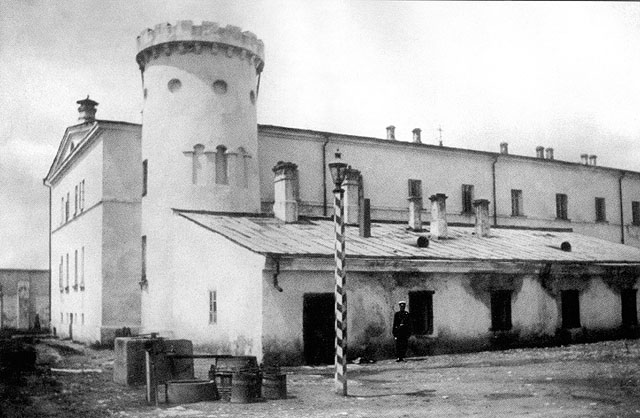
Prisión de Butyrka, 1890.

La prisión de Butyrka (en ruso: Бутырка, término coloquial para el nombre oficial Бутырская тюрьма, Butýrskaya tyurmá) fue la prisión central de tránsito en la Rusia prerrevolucionaria, ubicada en Moscú. 
Las primeras referencias a la Prisión de Butyrka nos llevan al siglo XVIII. El edificio actual de la prisión fue construido en 1879 cerca de la Puerta Butýrskaya (Бутырская застава, o Butýrskaya zastava) en el lugar de la prisión-fortaleza que había sido construida por el arquitecto Matvéi Kazakov durante el reinado de Catalina la Grande. La torre de la vieja fortaleza una vez albergó a los rebeldes Strelsý durante el reinado de Pedro I y luego a cientos de los participantes del Levantamiento de Enero de 1863 en Polonia. Miembros de la Naródnaya Volia también fueron prisioneros en Butyrka en 1883, así como los participantes en el “Golpe de Morózov” en 1885. La prisión de Butyrka era conocida por su régimen brutal. La administración de la prisión recurría a la violencia cada vez que los reclusos intentaban protestar por cualquier motivo.
Entre los presos famosos estuvo el influyente poeta revolucionario Vladímir Maiakovski, el revolucionario ruso Nikolái Bauman, el fundador del KGB Féliks Dzerzhinski (que fue uno de los pocos que se las arreglaron para tener éxito en escaparse de esta prisión), y el escritor Aleksandr Solzhenitsyn.
Durante la Revolución de Febrero de 1917, los trabajadores de Moscú liberaron a todos los prisioneros políticos de Butyrka. Después de la Revolución de Octubre Butyrka siguió siendo un lugar de internamiento para prisioneros políticos y un campo de tránsito para los sentenciados a ser enviados al Gulag.

## Prisioneros famosos

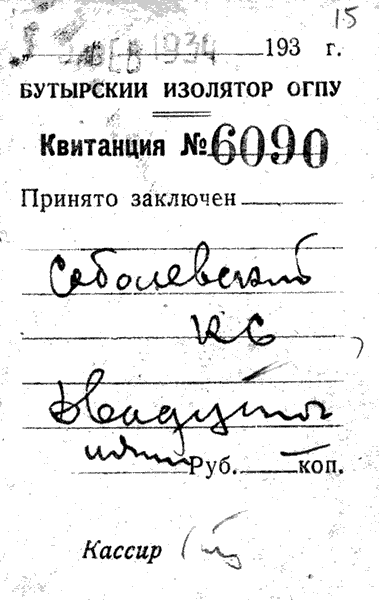
Liquidación de cuentas en la prisión de Butyrka.

- Fabián Abrantóvich, un muy conocido sacerdote católico y activista por la independencia de Bielorrusia.
- Heinrich Hitler, sobrino de Adolf Hitler que sirvió a la Wehrmacht y lucharía en el Frente oriental, cayendo prisionero a manos de los soviéticos en la  batalla de Vyazma el 10 de enero de 1942 y llevado a la prisión de Butyrka, moriría ese mismo año en dicha cárcel el 21 de febrero, sus causas de muerte aún son desconocidas de manera certera.[1]
- Andréi Amalrik, escritor y disidente soviético
- Władysław Anders, general polaco y primer ministro
- Isaak Bábel, escritor soviético, fue sometido a juicio donde se decidió que sería fusilado por orden de la NKVD en 1940 por cargos judiciales de espionaje y alta traición.
- Nikolái Bauman, revolucionario ruso
- Cohn Béla, pasó a la historia como Béla Kun, destacado comunista y revolucionario húngaro.
- Aliján Bukeijánov, escritor y político kazajo
- Walerian Czuma, General Polaco
- Félix Dzerzhinski, fundador de la Cheka
- Vladímir Dzhunkovski, estadista ruso
- Eugenia Ginzburg, escritora e historiadora rusa
- Werner Haase, uno de los médicos personales de Adolf Hitler, muerto en cautividad en 1950
- Bruno Jasieński, poeta polaco y futurista, asesinado en 1938
- Stanisław Jasiukowicz, ministro polaco, torturado hasta la muerte en Butyrka en 1946
- Serguéi Koroliov, diseñador de cohetes soviético
- Friedrich Lengnik, revolucionario ruso
- El Beato Zygmunt Łoziński, obispo católico de Minsk
- Serguéi Magnitski, abogado y auditor cuya muerte en 2009 provocó la aprobación del Acta Magnitsky (véase el artículo de Wikipedia en inglés (Magnitsky Act)
- Néstor Majnó, anarquista ucraniano
- Vladímir Maiakovski, poeta
- Leopold Okulicki, general polaco, último comandante de la Armia Krajowa, asesinado en Butyrka en 1946
- Nikolái Polikárpov, diseñador de aviones
- Yevgueni Polivánov, lingüista soviético
- Yemelián Pugachov, pretendiente al trono ruso y líder de la insurrección de los Cosacos entre 1773 y 1774
- Aleksandr Solzhenitsyn, escritor
- Mieczysław Boruta-Spiechowicz, general polaco y uno de los líderes de la oposición anticomunista en la década de 1970
- Mariya Spiridónova, destacada dirigente del Partido Socialista Revolucionario de Izquierda
- Elena Stásova, revolucionaria rusa
- Léon Theremin, pionero de la música electrónica, inventor del theremín y de aparato de escucha pasiva.
- Serguéi Tretyakov, poeta futurista ruso. Aparéntemente se lanzó por las escaleras para evitar la ejecución.
- Andréi Vlásov, general soviético que luego colaboró con los nazis
- Augustinas Voldemaras, primer ministro de Lituania, muerto en prisión después de la ocupación de las repúblicas bálticas por la Unión Soviética en 1940
- Avhustýn Voloshyn, expresidente de la Ucrania Carpática, muerto en Butyrka en 1945.
- Yemelián Yaroslavski, posteriormente líder de la “Sociedad de los Sin Dios”
- Jonas Žemaitis, general lituano, jefe de los partisanos antisoviéticos después de la Segunda Guerra Mundial, fusilado en 1953[2]
- Juan Blasco Cobo, Piloto republicano español. Sobrevivió y regresó a España.
- Vicente Monclus Guallar, Anarquista y piloto republicano. Sobrevivió y regresó a España.